# Манама
Манама (на арабски: المنامة – ал-Манама) е столицата на Бахрейн.
Градът се намира в североизточната част на остров Бахрейн, разположен на Персийския залив. Това е най-големият град в Бахрейн, като в него живеят 157 474 души, или към една четвърт от цялото население на страната.
Първите известни ислямски хроники, в които се споменава Манама, датират от 1345. Завладян е от португалците през 1521, а персийците поемат контрола върху града през 1602. До 1783, с малки прекъсвания, се управлява от династията Ал-Халифа.
През 1958 г. Манама е обявена за свободно пристанище, а през 1971 г. – за столица на независим Бахрейн.